# 悫惠皇贵妃
悫惠皇贵妃（1668年—1743年），佟佳氏，原称佟氏，滿州鑲黃旗人。领侍卫内大臣佟国维之女，孝懿仁皇后同父異母的親妹妹，亦與康熙帝生母孝康章皇后有血緣關係。

## 生平
康熙七年（1668年）戊申八月生。佟佳氏何时入宫不详，是否有正式册封亦不详。当时，因后宫制度不完善，康熙帝嫔御享有妃嫔待遇，而长期未有正式册封是为常见。
康熙三十六年（1697年）时，佟佳氏当與宣妃一樣，享有妃位的待遇。
康熙三十九年（1700年）十二月，佟佳氏被封为贵妃。当时孝誠皇后、孝昭皇后、孝懿皇后和温僖贵妃均已去逝，後宫無主多年，佟佳氏贵妃實際上已位居康熙后宫之首。（直到康熙帝後期，亦未見給貴妃再次晉升的紀錄）
康熙四十五年七月，聖祖打鱼所得甚多，所以將香油鱼五十尾恭进皇太后，又將猪油魚一百五十尾送到贵妃处。
康熙帝後期，貴妃与和妃曾抚育过乾隆皇帝（雍正皇帝的兒子、德妃的孫子）。
康熙六十一年（1722年），康熙帝逝世，依照慣例(同康熙時期)尊封先朝妃嫔。奉皇太后懿旨称已過世多年的孝懿皇后曾經抚育過雍正皇帝，而貴妃是孝懿皇后的亲妹妹，因此要将皇后之妹尊封为皇贵妃。
雍正二年六月，遣官尊封为皇考皇贵妃。
乾隆元年（1736年）十一月，乾隆帝因念其抚育恩情而再尊为皇祖寿祺皇贵太妃。乾隆二年七月十四日，舉行壽祺皇貴太妃七十大寿慶典，乾隆帝親自到宁寿宫贺寿。
乾隆八年四月初一日，年逾七十六歲的壽祺皇貴太妃逝世，貝勒允禕奏請進京瞻仰皇太妃金棺。佟佳氏薨逝後，有大臣提出辍朝五日，乾隆帝卻命辍朝十日，而同樣撫養過弘歴的惇怡皇贵妃却僅辍朝五日。同年五月賜谥号为悫惠皇贵妃，十二月十一日葬景陵东，就是后来的景陵雙妃园寝。
乾隆朝晚期，乾隆帝曾让人统计康熙帝遗孀四位太妃的名号，以表單的方式开列上来，都是用尊号写的。比如说悫惠皇贵妃，写的就是“寿祺皇贵太妃”。结果乾隆帝因年紀太大而忘記諸太妃的名號，在旁边写了一行硃批说：「此四位内，那位系佟太妃，那位系和太妃」，然后大臣便在“寿祺皇贵太妃”下面手写了个“佟”字。